# Енергетика Норвегії
Енергетика Норвегії значною мірою орієнтувалася на розвиток аналогічних секторів в інших країнах. Найважливішими джерелами енергії в ранні часи були деревина, торф і вітроенергетика, потім місцева гідроенергетика та імпортне вугілля з 19-го століття.
З початку 20-го століття країна характеризувалася розвитком гідроенергетики для енергомістких галузей, а видобуток нафти та газу почався з 1970-х років.
Норвегія грає велику роль як виробник нафти та газу у всьому світі.
У XIX столітті парові двигуни та кораблі були важливі для економічного розвитку на початку індустріалізації, в той час, як перші механізовані промислові компанії також почали свій розвиток. Споживання енергії в Норвегії велике, хоча більша частина енергії експортується як сировина.
Відкриття основних запасів нафти та газу в Північному морі у другій половині XX століття гарантувало не лише енергетичну незалежність, але й зробило Норвегію третім найбільшим експортером енергії у світі після Росії та Саудівської Аравії.
У 1969 році родовище «Екофіск» стало першим комерційним нафтовим родовищем на норвезькому континентальному шельфі. Після цього Норвегія була введена в епоху нафти, що мало серйозні наслідки для промисловості і трудових ресурсів. Загальний внесок видобутку нафти та газу в валовий національний продукт Норвегії з початку 1970-х років до 2015 року становить понад 12 000 млрд крон, виміряний при поточній вартості крони (2016 рік). Видобуток нафти знижується з 2010 року, але видобуток газу зростає, і після 2010 року він вище видобутку нафти. Існує постійний пошук нових джерел, а Utsira High є найбільшим новим відкриттям протягом багатьох років. Видобуток енергії у Норвегії в основному відбувається завдяки видобутку нафтових ресурсів і гідроенергетики. У той час як перше має великий вплив на забруднення повітря і є фактором глобального потепління. Через зміни клімату в останні роки були обговорені питання переходу до інших джерел енергії, які не створюють викидів CO₂ при спалюванні. Норвегія взяла на себе міжнародні зобов'язання введення торгівлі парниковими викидами.

## Перспективи розвитку
Танення льоду в Арктиці, на північ від Росії, відкриває двері для нових досліджень родовищ нафти та газу в Норвегії. Це не перешкоджає боротьбі з глобальним потеплінням, з податком на парникові викиди та передовими дослідженнями в області уловлювання та зберігання вуглецю. Природний газ вже продемонстрував свій високий потенціал в регіоні, найближчому до Європи, з відкриттям родовища Сньовіт і Штокманівського газоконденсатного родовища в Баренцовому морі з площею 1,4 мільйона квадратних кілометрів. Норвезький уряд розглядає це як новий центр ваги Європи для енергетики. У 2011 році норвезька компанія Statoil ASA оголосила про відкриття двох великих сусідніх нафтових родовищ в Баренцевому морі, які разом становили б від 400 до 600 мільйонів барелів, але рішення про експлуатацію прийнято не було. Нафтова розвідка в цьому регіоні є сучасною, але тільки у вересні 2010 року, коли Норвегія і Росія підписали угоду про морські кордони, почала буріння.
19 червня 2013 року норвезький уряд санкціонував буріння в цьому районі, заборонивши розвідку за 50 кілометрів від шельфового льодовика. Це рішення призвело до численних протестів екологічних груп і опозиційних партій, які були стурбовані тим впливом, який може мати розлив нафти на локальну екосистему, що потрапила в воду, що знаходиться в діапазоні температур від 1,8 °C до 4 °C. Зокрема, питання буріння навколо Лофотенських островів, Шпіцбергену, розташований над Полярним колом, в якому мешкають рибні запаси і велика кількість видів птахів, нині розділяє громадську думку і може впливати на наступні вибори.
Через історичне переважання гідроелектроенергії Норвегія вже може вважатися економікою з низьким рівнем викидів вуглецю. Країна, яка підписала і ратифікувала Кіотський протокол, вирішила підвищити планку в 2008 році, встановивши цільові показники щодо скорочення викидів на 9 % проти періоду від 1990 року до 2012 року, 30 % до 2030 року і 100 % до 2050 року, що зробило вуглець нейтральним.
У 1991 році уряд запровадив свій захід у галузі кліматичної політики, затвердивши один з найбільших податків на викиди у Європі, що стосуються видобутку газу та нафти, а також транспорту та опалення. Це, безумовно, пояснює передову позицію нафтової галузі в розробці технології уловлювання та зберігання вуглецю (CCS) -процес, що включає відділення CO₂ від промислових і енергетичних джерел, транспортування до місця зберігання і довгострокову ізоляцію від атмосфери. У травні 2009 року норвезький уряд, Statoil, Шелл і Sasol інвестували 1 мільярд доларів в будівництво технологічного центру Монгстад, найбільшого об'єкта у світі, присвяченого дослідженням і розробкам CCS.
У своїй доповіді 2011 року «Climate cure 2020» уряд Норвегії представив стратегію досягнення своєї мети зі скорочення викидів парникових газів в країні на 30 % до 2030 року. Хоча офіційні особи вже прогнозують стійке зростання викидів від транспортування нафти та газу, основна увага приділяється внутрішнім заходам, дослідженням і розробкам для рішень щодо керування викидами вуглецю і підвищенню ефективності використання енергії щороку на 1 %.
У країні з дешевою гідроенергетикою, альтернативні джерела енергії розвиваються повільніше. Це стосується вітрової енергії, попри її чудовий потенціал, особливо уздовж берегових ліній, де швидкість вітру може перевищувати 10 метрів в секунду. Тільки невелика частина електроенергії Норвегії виробляється вітром (менше 1 %). У 2007 році уряд запустив велику програму досліджень і розробок під назвою «ENERGI 21», підтримувану енергетичною промисловістю, науковою спільнотою і державними посадовими особами. У вересні 2009 року StatoilHydro представив першу вітряну турбіну Hywind, розташовану біля узбережжя Північного моря. Ці нові установки, які встановлюються на плавучій конструкції, розташовані на кілька десятків метрів нижче поверхні води, відкривають двері для виробництва електроенергії з глибших морських районів (до 700 метрів), де сильні вітри і де турбіни не заважають полю зору. Для розвитку цієї відносно молодої галузі вітроенергетики була надана широка фінансова допомога.